# إلياس بن أسد
إلياس بن أسد (توفي 856) هو الحاكم الساماني في هراة، في الفترة 819-856. وأحد أبناء أسد الأربعة. في 819، مَنَح حاكم خراسان غسان بن عباد - الذي ولاه الخليفة المأمون - إلياس السلطة على مدينة هراة، كمكافأة لدعمه ضد المتمرد رافع بن ليث. على عكس إخوته الثلاثة الآخرين، لم يُمنح إلياس مدينة في بلاد ما وراء النهر. عندما تُوفي عام 856، تم تسليم السلطة على هراة لابنه إبراهيم.